# Zbory Boże we Włoszech

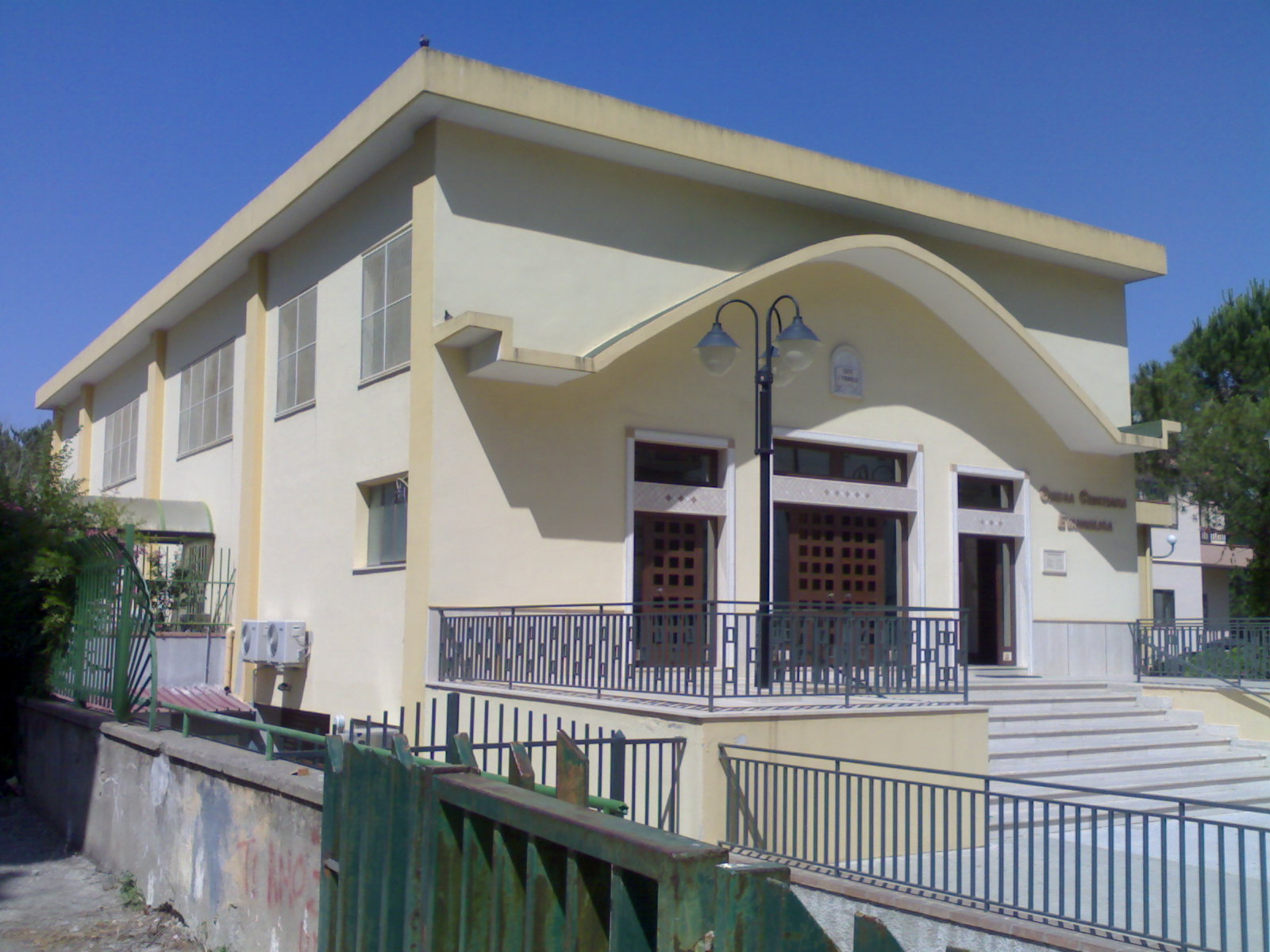
Zbór zielonoświątkowy w Crotone.

Zbory Boże we Włoszech (wł. Le Assemblee di Dio in Italia) – chrześcijański wolny kościół protestancki o charakterze ewangelikalnym nurtu zielonoświątkowego działający we Włoszech, wchodzący w skład Światowej Wspólnoty Zborów Bożych. 
Zbory Boże we Włoszech liczą ok. 150 tysięcy wiernych zrzeszonych w 1028 zborach. Pierwsze zbory zielonoświątkowe we Włoszech pojawiły się w 1908 roku. Zbory Boże zostały założone w 1948 roku, ale oficjalnie uznane przez Włochy dopiero w 1988 roku.